# TSV Abensberg
Der Turn- und Sportverein Abensberg 1862 e. V., kurz TSV Abensberg ist ein Sportverein der Stadt Abensberg.

## Geschichte
Der Verein wurde am 18. Juli 1862 unter dem Namen Turnverein Abensberg als reiner Turnverein gegründet. Im Jahre 1933 erfolgte die Fusionierung mit dem Fußballclub 1. FC Abensberg, wodurch der Verein eine Fußballabteilung erhielt. Durch Umbenennung auf TSV Abensberg im Jahre 1946 erhielt der Verein seinen heutigen Namen. Mit ca. 2500 Mitgliedern ist der TSV der größte Verein im Landkreis Kelheim und einer der größten im Bayerischen Landessportverband.

## Struktur
Der Verein unterhält insgesamt 14 Abteilungen sowohl in verschiedenen Bereichen des Breitensport als auch im Spitzensport.

### Judo
Im Jahre 1963 gründete Kurt Hinz die Judoabteilung des TSV Abensberg. 1968 erfolgte der Aufstieg in die Bezirksliga Niederbayern und 1970 der Aufstieg in die Landesliga. Durch das stetige Wachstum der Abteilung erreichte der TSV 1973 die Judo-Bayernliga und im Jahre 1976 gelang der Aufstieg in die Judo-Bundesliga Süd. 1985 nach der Übernahme der Abteilung durch Otto Kneitinger begann die sehr erfolgreiche Ära des TSV Abensberg. Seitdem entschied der TSV Abensberg, beginnend im Jahre 1991, die deutschen Mannschaftsmeisterschaften bis heute 22 Mal für sich. Mit dem siebenmaligen Gewinn des Europacups, des höchsten europäischen Mannschaftsturniers, erstmals im Jahre 1994, gelang auch die internationale Etablierung. 2002 wurde Otto Kneitinger mit den Sportpreis des bayerischen Ministerpräsidenten ausgezeichnet.
1987 errang Helmut Dietz bei den deutschen Meisterschaften die Bronzemedaille, ferner sicherte er sich 1988 bei den Olympischen Spielen in Seoul den siebten Platz. 1991 errang Henry Stöhr den Europameistertitel und Udo Quellmalz in Barcelona den Weltmeistertitel. 2004 schaffte Michael Jurack Platz drei bei den Olympischen Spielen in Athen und 2008 gewann Ole Bischof die Goldmedaille bei den Olympischen Spielen in Peking. 2012 qualifizierte sich Christopher Völk für die Olympischen Spiele in London, Andreas Tölzer gewann in London Bronze, ebenso Dimitri Peters. Ole Bischof schaffte erneut den Sprung ins Finale, musste sich dort allerdings Kim Jae-bum, seinem Finalgegner von 2008, geschlagen geben. Bis heute zählt die Judomannschaft des TSV Abensberg national als erfolgreichstes Team und international als eines der stärksten weltweit.
Im Januar 2015 gab der Verein bekannt, sich aus der Judo-Bundesliga zurückzuziehen, da der Verein den Sportlern bis zu den Olympischen Spielen 2016 keine Doppelbelastung zumuten wollte. In der Folge qualifizierten sich Sebastian Seidl, Sven Maresch, Marc Odenthal und André Breitbarth für die Olympischen Spiele in Rio de Janeiro. Allerdings verloren alle vier Kämpfer ihre Auftaktbegegnungen. Nach dem problemlosen Gewinn der Regionalliga Süd 2015 und der 2. Bundesliga Süd 2016 stieg der TSV Abensberg wieder in die Bundesliga auf. Nach der Rückkehr in die Bundesliga 2017 beendete Otto Kneitinger nach 32 Jahren seine  Arbeit als Abteilungsleiter. Erwin Obermeier stellte sich als Nachfolger zur Verfügung. Dieser wurde Mitte 2018 von Martin Oberndorfer abgelöst.
Erfolge national
- 23× Deutscher Mannschaftsmeister (1991, 1993–1997, 2000, 2002–2014, 2019, 2021, 2022)
- Deutscher Vizemeister (1992, 1999, 2001, 2018)

Erfolge international
- Champions League
  - 7× Sieger (1994, 1996, 1997, 2000, 2006[2], 2012, 2013)
  - Vizemeister (1992, 1993, 2002, 2003, 2005[2], 2015)
  - 3. Platz (2001, 2004, 2008[2], 2009[6], 2010, 2011, 2014)
- Europa League
  - 3. Platz (2019[7])

### Fußball
Mit 339 Mitgliedern stellt die Fußballabteilung eine der größten Abteilungen im TSV dar. In neun Jugendmannschaften spielen 186 Kinder und Jugendliche Fußball. Außerdem stellen die Fußballer drei aktive Herrenmannschaften und eine AH-Mannschaft. Die 1. Mannschaft spielt derzeit in der Kreisliga Donau/Laaber Niederbayern West.

### Leichtathletik
Die Leichtathletik-Abteilung brachte zu Beginn der 1980er Jahre die Sprinterin Resi März und die Hürdenläuferin Gudrun Lattner hervor, welche beide zur nationalen Spitze gehörten. Johannes Heling war 1980 Fünfter der deutschen Meisterschaften im 400-Meter-Hürdenlauf. Ab 1996 starteten die Leichtathleten zeitweise in der Leichtathletikgemeinschaft Landkreis Kelheim.